# (11785) Migaic
(11785) Migaic (1973 AW3) – planetoida z pasa głównego asteroid okrążająca Słońce w ciągu 4,65 lat w średniej odległości 2,78 j.a. Odkryta 2 stycznia 1973 roku.